# Beira
Beira är Moçambiques fjärde största stad och är den administrativa huvudorten för provinsen Sofala. Folkmängden uppgår till cirka 460 000 invånare. Staden är belägen där Púnguèfloden mynnar ut i Moçambiquekanalen, den del av Indiska oceanen som är belägen mellan Moçambique och Madagaskar. Beira är en viktig handels- och hamnstad och utgångspunkt för järnvägar till Sydfrika, Zimbabwe, Zambia, Kongo-Kinshasa och Malawi. Merparten av utrikeshandeln till Zimbabwe och Malawi går genom Beiras hamn.
Staden grundades 1891 av Companhia de Moçambique och togs över av portugisiska myndigheter 1942.